# 雅高·干沙利斯
雅高·干沙利斯·盧比斯（西班牙語：Yago González López，1979年11月6日－），生於西班牙加利西亞維戈，已退役西班牙足球運動員，司職前鋒。

## 球員生涯
雅高生於西班牙加利西亞維戈，出身於切爾達B隊，在青年隊期間曾與西班牙著名右後衛沙加度做隊友，在2000年至06年期間效力利雲特B隊期間獲提升到一隊，在少量的西甲賽事上陣，他在2006–07球季與前傑志隊友佐迪是鋒線上的搭檔，又在2010–11球季效力西乙B冠軍球會盧高，15場正選上陣，19場後備入替，取得3個入球，雖然入球數字不高，但於2011–12球季在西丙球會蓬特韋德拉重拾射門鞋，半季就有8球進帳。
2012年1月，雅高加盟甲組球會傑志，並在首兩場聯賽射入3球，表現惹人好感，可惜並未獲註冊入亞協盃外援名單。他於2011–12球季取得8個入球協助傑志奪得聯賽、聯賽盃及足總盃冠軍，在2012年7月代表傑志與英超球會阿仙奴進行表演賽，並在賽事7分鐘取得開紀錄的入球，而該場賽賽事最終雙方打成2–2平手。
直到2013年夏季，雅高離開傑志轉投地區球會皇室南區，全季只取得6個入球，當中有3個是來自同一場賽事，就是該季聯賽最後一場對晨曦，而勝方有機會參加亞協盃資格賽，在該場賽賽事半場晨曦早已領先2–0，唯皇室南區並沒有放棄，在半場已後備入替的雅高分別在50"、90+1" 及 90+2"入球，以帽子戲法協助球隊反勝對手，更以聯賽第四名身份成功晉身亞協盃資格賽。
2014年5月尾，南區宣佈不參加來屆新成立的香港超級聯賽。幾日後，雅高宣佈加盟標準流浪，並在5月28日首次以流浪球員身份上場，興西甲球會維拉利爾及華倫西亞競續LFP全球挑戰賽亞洲站(香港)冠軍。雅高在季尾離隊兼宣佈退役。

## 榮譽
傑志
- 香港甲組足球聯賽冠軍（2011–12季度）
- 香港聯賽盃冠軍（2011–2012季度）
- 香港足總盃冠軍（2011–12、2012–13季度）

## 外部連結
- Datos do xogador na páxina do CD Lugo
- Datos do xogador en bdfutbol.com （页面存档备份，存于）
- Datos do xogador en resultados-futbol.com